# 梅英寺
梅英寺（ばいえいじ）は、岐阜県本巣市曽井中島にある臨済宗妙心寺派の寺院。山号は江南山。釈迦如来を本尊とする。美濃四国9番札所。

## 歴史
霊松院の開山となった松江天倫寺の石翁玄需に当地の青木三郎左衛門が帰依し、正受庵という草庵跡に建立した。元禄年間に現在の位置に移っている。日露戦争時に戦病没した岐阜県、滋賀県並びに愛知県尾張地方の三千五百人の将兵の遺骨や遺髪、遺品から造られた将軍仏が祀られている。また、弘法堂があり、美濃四国の霊場となっている。

## 境内
境内には本巣市の天然記念物となっている樹齢250年を超えるイチョウの木がある。